# Hesperandra longicollis
Hesperandra longicollis är en skalbaggsart som först beskrevs av Thomson 1861.  Hesperandra longicollis ingår i släktet Hesperandra och familjen långhorningar. Inga underarter finns listade i Catalogue of Life.